# Warm and Cool
Warm and Cool – siódmy album (instrumentalny) Toma Verlaine’a wydany w 1992 przez wytwórnię Rough Trade. Nagrań dokonano w studiu „Acoustilog” w Nowym Jorku. Reedycja z 2005 dokonana przez wytwórnię Thrill Jockey zawiera dodatkowo osiem utworów.

## Lista utworów
1. „Those Harbor Lights” (T. Verlaine) – 3:10
2. „Sleepwalkin'” (T. Verlaine) – 3:32
3. „The Deep Dark Clouds” (T. Verlaine) – 3:08
4. „Saucer Crash	” (T. Verlaine) – 5:07
5. „Depot (1951)” (T. Verlaine) – 5:30
6. „Boulevard” (T. Verlaine) – 2:41
7. „Harley Quinn” (T. Verlaine) – 2:40
8. „Sor Juanna” (T. Verlaine) – 1:53
9. „Depot (1957)” (T. Verlaine) – 1:49
10. „Spiritual” (T. Verlaine) – 5:26
11. „Little Dance” (T. Verlaine) – 3:16
12. „Ore” (T. Verlaine) – 5:00
13. „Depot (1958)” (T. Verlaine) – 1:47
14. „Lore” (T. Verlaine) – 6:50

CD 2005
1. „Old Car” (T. Verlaine) – 2:34
2. „Ancient” (T. Verlaine) – 1:52
3. „Asmileyfallsapart” (T. Verlaine) – 1:51
4. „Avanti” (T. Verlaine) – 2:01
5. „Early Waltz” (T. Verlaine) – 1:39
6. „Please Keep Going” (T. Verlaine) – 3:05
7. „Tontootempo” (T. Verlaine) – 2:37
8. „A Film of Flowers” (T. Verlaine) – 2:26

## Skład
- Tom Verlaine – gitara
- Patrick A. Derivaz – gitara basowa
- Billy Ficca – perkusja
- Fred Smith – gitara basowa (7)
- Jay Dee Daugherty – perkusja (7)

produkcja
- Mario Salvati – inżynier dźwięku
- Tom Verlaine – producent